# アラシャEC
アラシャEC (ポルトガル語: Araxá Esporte Clube)は、ブラジル・ミナスジェライス州アラシャを本拠地とするサッカークラブである。

## 歴史
1958年9月20日設立。州選手権モドゥーロII(2部相当)では4度、セグンダ・ジヴィゾン(3部相当)では2度の優勝を達成している。

## タイトル

### 国内タイトル
- カンピオナート・ミネイロ・モドゥーロII : 4回
  - 1966, 1978, 1990, 2012

- カンピオナート・ミネイロ・セグンダ・ジヴィゾン : 2回
  - 2007, 2011

### 国際タイトル
なし

## 歴代所属選手
- サムエル・エンヒッキ・アウベス 2009
- マルセロ・シルバ・ラモス 2011
- オズヴァウド・ジョゼ・マルチンス・ジュニオール 2013
- レナン・カルバーリョ・モッタ 2013
- トゥーリオ・マラヴィーリャ 2014
- ハモン・オズニ・モレイラ・ラジェ 2014